# Arthromelodes alpitorus
Arthromelodes alpitorus (лат.) — вид жуков-ощупников (Pselaphinae) из семейства стафилиниды. Эндемик Тибета.

## Распространение
Китай, Тибет, Тибетский автономный район, Dinggyê County, 27°55’0"N, 87°29’47"E, на высоте 3500—3650 м.

## Описание
Мелкие коротконадкрылые жуки. Длина тела от 2,7 до 2,9 мм. Основная окраска красновато-коричневая. Основные отличия от близких видов: голова усечённая в основании; темя с поперечной бороздкой между усиковыми бугорками и длинным медиобазальным килем, вершинные ямки относительно мелкие и асетозные; антенна удлинённая, без видоизменений; антенномеры каждый слабо удлинён, 8-й самый маленький, 11-й длиннее 9-го и 10-го вместе взятых. Дискальная полоса надкрылий тонкая и неглубокая, простирается назад более чем на 1/3 длины надкрылий. Передние и задние ноги простые, мезотрохантер с пушком на вентральном крае, мезотибия с крупным изогнутым вершинным шипом. Брюшко с крупным тергитом 1 (IV) длиннее тергитов 2-4 (V—VII) вместе взятых; тергит 1 с широким, раздвоенным выступом посередине. Эдеагус сильно асимметричен, срединная доля с крупной базальной капсулой и удлинённо-овальным отверстием, вентральный стебелёк широкий и расширенный на вершине, дорсальная доля удлинённая, вильчатая на вершине, парамеры редуцированы и образуют единую мембранозную структуру.

## Систематика и этимология
Вид был впервые описан в 2022 году китайским энтомологом Zi-Wei Yin (Shanghai Normal University, Шанхай, Китай). Таксон Arthromelodes alpitorus морфологически наиболее сходен с Arthromelodes torus по большинству внешних признаков, а также по сходной тергальной модификации самца и форме эдеагуса. Отличить новый вид можно по более крупным размерам тела (2,80—2,88 мм против 2,64 мм у самца; 2,66—2,80 мм против 2,53—2,61 мм у самки), значительно более короткой срединной продольной борозде переднеспинки, более толстому и сильно изогнутому шипу на вершине средней голени у самца, срединному выступу тергита 1 (IV) с острыми заднелатеральными углами (с одним острым задним углом у A. torus), а область заднего выступа приподнята по середине (плоская у A. torus), и более расширенная вершина срединной доли эдеагуса. Кроме того, A. alpitorus обитает в рододендроновых лесах с низкими температурами на высоте 3500—3650 м, что значительно холоднее, чем смешанные леса, в которых живет A. torus на высоте 3000 м. По-видимому, Arthromelodes alpitorus хорошо изолирован от A. torus высокогорными географическими барьерами. Arthromelodes alpitorus также сходен с видами Arthromelodes angulatus, Arthromelodes aniqiao, Arthromelodes complexus, Arthromelodes lage и Arthromelodes langjicuo, имея с ними сходный сетуозный мезотрохантер самца, а также сходную общую форму эдеагуса, но A. alpitorus в остальном легко отделяется благодаря уникальной форме тергальной модификации самца и эдеагуса.
Название вида образовано из слов «Alpînus» (альпийский) и «torus» (вздутие, выступ), что указывает на высокогорное распространение, а также на морфологическое сходство этого вида с A. torus.